# Gawain
Gawain, italianizzato in Galvano (chiamato, in altri etimi, anche Gwalchmei, Gwain, Gawan, Gauvain, Walewein, ecc.), è un nipote di re Artù ed è anche un cavaliere della Tavola Rotonda.

## Descrizione
Appare molto presto nello sviluppo della leggenda arturiana: è uno dei membri scelti della Tavola Rotonda ed è indicato come il migliore dei cavalieri in Sir Gawain e il Cavaliere Verde.
È quasi sempre ritratto come il figlio di Morgause (o Anna, sorella di Artù) e di Re Lot di Orkney e Lothian. I suoi fratelli sono Agravain, Gaheris, Gareth e Mordred. In alcune opere pare abbia anche sorelle.
Galvano è spesso descritto come un formidabile e temerario guerriero, fortemente leale al suo re e alla sua famiglia, amico dei giovani cavalieri, difensore dei poveri e al servizio delle donne, ma in altre versioni viene descritto come un cavaliere dai modi rudi o addirittura definito un villano. La sua conoscenza delle erbe lo rende un grande guaritore. Gli sono attribuiti almeno tre figli: Florence, Lovell e Gingalain, chiamato anche Libeaus Desconus o Le Bel Inconnu, ovvero il Bello Sconosciuto.

## Base storica
Nella prima letteratura in lingua gallese Gawain compare come Gwalchmai, "il falco di maggio", un giovane di grande bellezza soprannominato Gwalltafwyn, cioè "capelli come la pioggia". Sarebbe stato un re del Gododdin (o Lothian), salito al trono dopo il padre Lot Luwddoc.
Si conosce poco del suo regno e di quando succedette al padre. Nelle liste dei re compare come Serguan, una forma del nome gallese Serwan, che probabilmente fu influenzato dal nome letterario di Sir Gawain. Da molte storie che narrano le sue imprese si deduce che stesse spesso lontano dal suo regno e che si fosse impegnato in campagne militari di conquista all'interno di tutta l'attuale Europa dell'ovest. È anche strettamente connesso il Galloway e il castello di Walwyn, nel Pembrokeshire (i loro nomi deriverebbero da lui).
Quando Gawain morì sarebbe stato sepolto sotto l'altare della sua piccola cappella. Sul trono gli succedette Cawrdaf, sebbene si sappia poco sui suoi discendenti. Si pensa che la sua discendenza abbia regnato sul Gododdin fino alla conquista northumbriana nel 638.
Nella letteratura arturiana gallese posteriore, Galvano è invece identificato con il campione locale Gwallog ap Llaennog.

## Gawain nella cultura di massa
- Nel film del 1981 Excalibur di John Boorman, Gawain viene interpretato dall'allora semisconosciuto Liam Neeson.
- Nell'anime Code Geass: Lelouch of the Rebellion, Gawain è il nome del Knightmare Frame adoperato da Lelouch e C.C. verso la fine della prima metà della storia.
- Il personaggio di Gawain (nella versione italiana, Galvano) ha notevole spazio nel romanzo fantastico di Kazuo Ishiguro Il gigante sepolto, la cui vicenda si svolge nella Britannia dell'Alto Medioevo, alcuni anni dopo la scomparsa di re Artù.
- Nella serie TV Knightfall uno dei protagonisti si chiama così in suo onore ed è ferito ad una gamba. Per non soffrire ricorre a molte medicine, talvolta preparate da lui stesso.
- Nel film del 2021 Sir Gawain e il Cavaliere Verde di David Lowery, Gawain viene interpretato da Dev Patel.
- Nella serie televisiva del 2008 Merlin, Gawain (o Gwaine, come viene chiamato nella serie) viene interpretato da Eoin Macken.
- Nell'anime Fate/Extra Last Encore, Gawain è presente come Spirito Eroico al servizio di Leonardo B. Harwey.
- In una storia fuori continuity di Batman incentrata sul Sacro Graal (Batman: Graal), viene suggerito che il nome Gawain sia poi stato trasformato in Gowayne e da lì abbia dato origine alla famiglia Wayne; nel presente il Cavaliere Oscuro riceverà il Graal e dovrà proteggerlo dai discendenti dei Merovingi e da Ra's al Ghul; un riferimento vicino appare nella storia Scottish Connection, che inizia con Bruce Wayne in Inghilterra per presenziare allo spostamento del corpo di un antenato, ser Gowayne de Wayne, un cavaliere templare che seguì Riccardo Cuor di Leone nella Terza crociata.

## Videogiochi
- In Sonic e il Cavaliere Nero, viene interpretato dall'echidna rosso Knuckles the Echidna, molto più sgarbato del vero Galvano.
- Compare nel gioco sviluppato da Gameloft Wild Blood, dove egli regala un arco al protagonista alla fine del secondo livello.
- È presente nel gioco Fate/Grand Order, dove si oppone contro il protagonista dinanzi all'entrata della città sacra.
- In Fate/Extra compare come “Gawein”, servitore di Leonardo Bistario Harwey, Master del 7° strato.